# Nesvegur

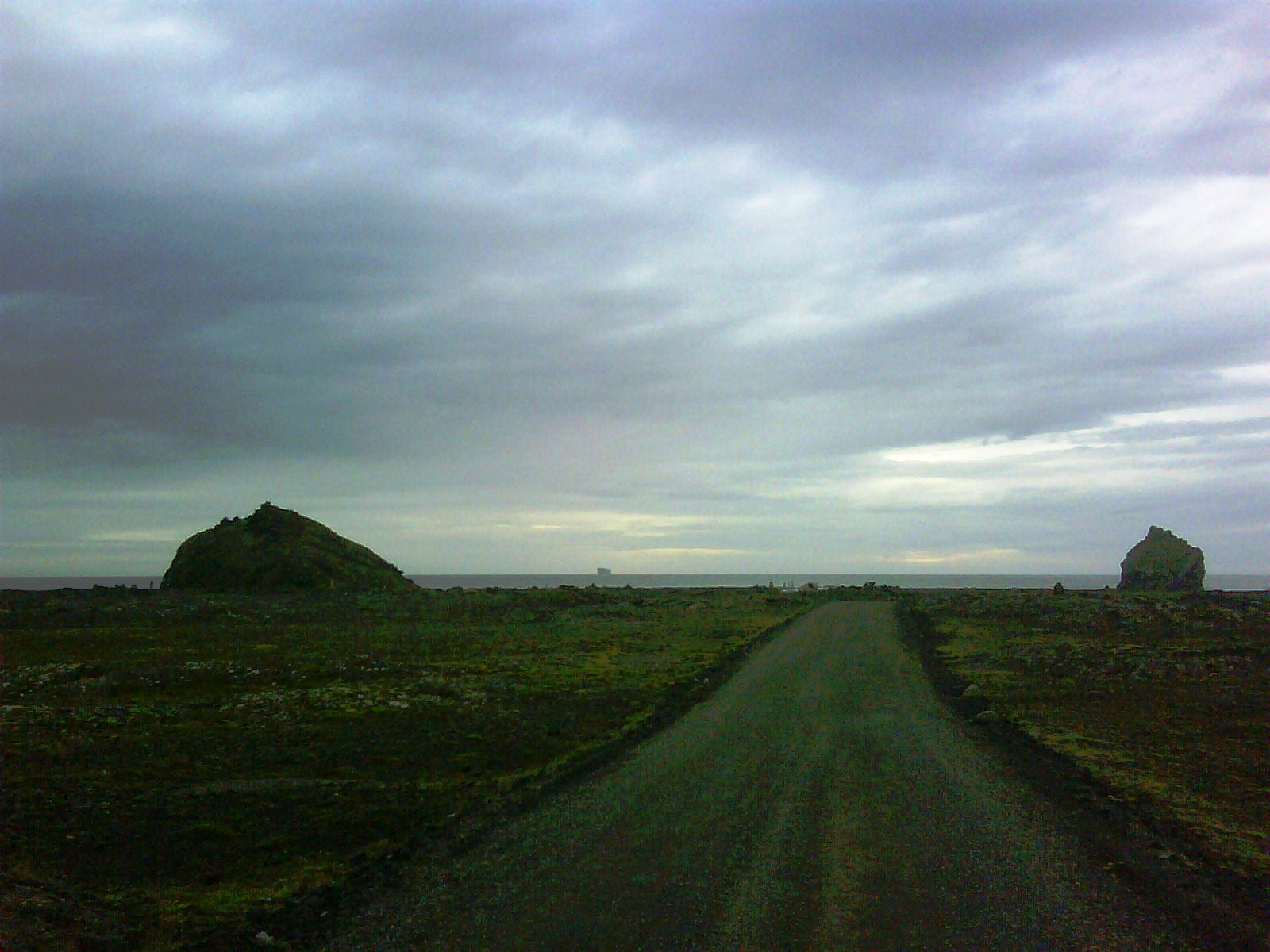
Strada 425

Nesvegur (425) è una strada dell'Islanda che collega la costa occidentale della penisola di Reykjanes con la città di Grindavík.